# 阿拉兰瓜
阿拉兰瓜是巴西圣卡塔琳娜州的一个市镇。总面积303.799平方公里，总人口62442人，人口密度205.5人/平方公里。